# Plesiomma haemorrhoum
Plesiomma haemorrhoum är en tvåvingeart som först beskrevs av Fabricius 1805.  Plesiomma haemorrhoum ingår i släktet Plesiomma och familjen rovflugor. Inga underarter finns listade i Catalogue of Life.